# Jakub Holúbek
Jakub Holúbek (* 12. ledna 1991 v Trenčíně) je slovenský fotbalový záložník a reprezentant, od léta 2016 působí v klubu MŠK Žilina. Je to levonohý univerzální hráč.

Pochází z obce Soblahov v Trenčínském kraji.

## Klubová kariéra
Svou fotbalovou kariéru začal v FK AS Trenčín, kde se postupně propracoval přes mládežnické kategorie až do prvního týmu. V prvním utkání třetího předkola Evropské ligy 2013/14 1. srpna 2013 skóroval proti rumunskému týmu FC Astra Giurgiu, ale pouze korigoval na konečných 1:3 pro soupeře. Astra Trenčín vyřadila.
S Trenčínem se představil i v Evropské lize UEFA 2014/15. V sezóně 2014/15 vyhrál s týmem slovenský fotbalový pohár. Zároveň se stal ve stejném ročníku mistrem Fortuna ligy a mohl slavit zisk double. V sezóně 2015/16 s týmem Trenčína obhájil double – prvenství ve slovenském poháru i v lize.
V srpnu 2016 přestoupil z Trenčína do jiného prvoligového slovenského týmu MŠK Žilina, opačným směrem putoval Jakub Paur. Podepsal tříletý kontrakt. V sezóně 2016/17 Fortuna ligy získal se Žilinou titul a navázal tak na své dva předchozí tituly s Trenčínem.

## Reprezentační kariéra

### Mládežnické reprezentace
Figuroval v kádru slovenského reprezentačního výběru U21 vedeného trenérem Ivanem Galádem v kvalifikaci na Mistrovství Evropy hráčů do 21 let 2013 v Izraeli, ve které se Slovensko probojovalo do baráže proti Nizozemsku, avšak oba barážové zápasy prohrálo shodným výsledkem 0:2.

### A-mužstvo
V říjnu 2016 jej trenér Ján Kozák poprvé nominoval do A-mužstva Slovenska pro kvalifikační zápasy na MS 2018 proti Slovinsku (8. října) a Skotsku (11. října). Debutoval na stadionu Stožice v Lublani v utkání proti Slovinsku (prohra 0:1).
V lednu 2017 jej trenér Ján Kozák nominoval do slovenské reprezentace složené převážně z ligového výběru pro soustředění ve Spojených arabských emirátech, kde mužstvo Slovenska čekaly přípravné zápasy s Ugandou a Švédskem. Nastoupil do utkání 8. ledna v Abú Zabí proti Ugandě (porážka 1:3).

### Reprezentační zápasy
Zápasy Jakuba Holúbka v A-týmu slovenské reprezentace
| 2016                | 3 | 0 |
| 2017                | 1 | 0 |
| Celkem              | 4 | 0 |
| Platí k 16. 6. 2017 |   |   |